# Constantin Alexandrov
Pour les articles homonymes, voir Alexandrov.
Constantin Alexandrov est un acteur français.

## Filmographie

### Acteur
- 1985 : Subway de Luc Besson : Mari d'Héléna
- 1987 : Un homme amoureux de Diane Kurys : De Vitta
- 1988 : Le Grand Bleu de Luc Besson
- 1988 : Gorilles dans la brume de Michael Apted : Van Veeten
- 1989 : L'Union sacrée de Alexandre Arcady : Le capitaine
- 1989 : Strapless de David Hare : Imre Kovago
- 1992 : La Belle Histoire de Claude Lelouch : Kraki
- 1997 : Didier de Alain Chabat : le type taciturne
- 1999 : Une pour toutes de Claude Lelouch : le roi de la nuit
- 2002 : Amen. de Costa-Gavras
- 2002 : And Now... Ladies and Gentlemen de Claude Lelouch : Monsieur Falconetti
- 2003 : Les Clefs de bagnole de Laurent Baffie : Constantin
- 2003 : Les Parisiens de Claude Lelouch : le Parisien complexe
- 2006 : OSS 117 : Le Caire, nid d'espions de Michel Hazanavicius : Setine

### Producteur
- 1983 : Le Dernier Combat de Luc Besson : producteur exécutif
- 1985 : L'Engrenage OSA de Oleg Egorov : producteur
- 1990 : Passeport de Gueorgui Danielia : producteur